# 影像掃描器

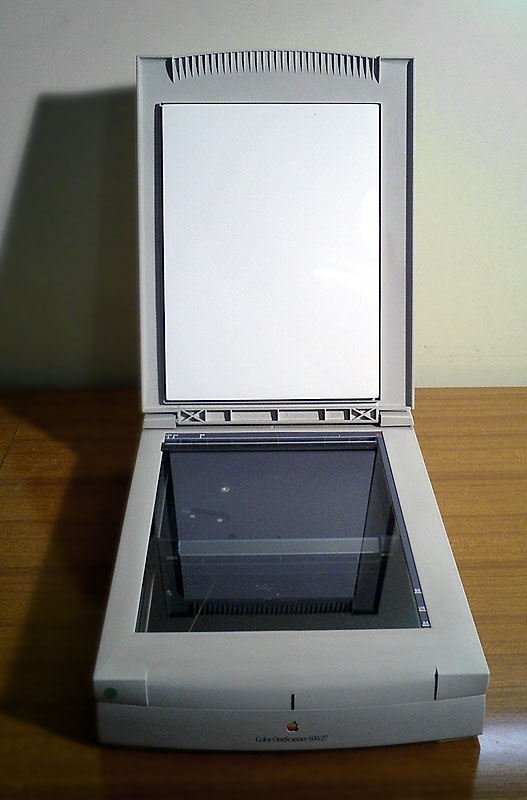
蘋果電腦的彩色桌面掃描機

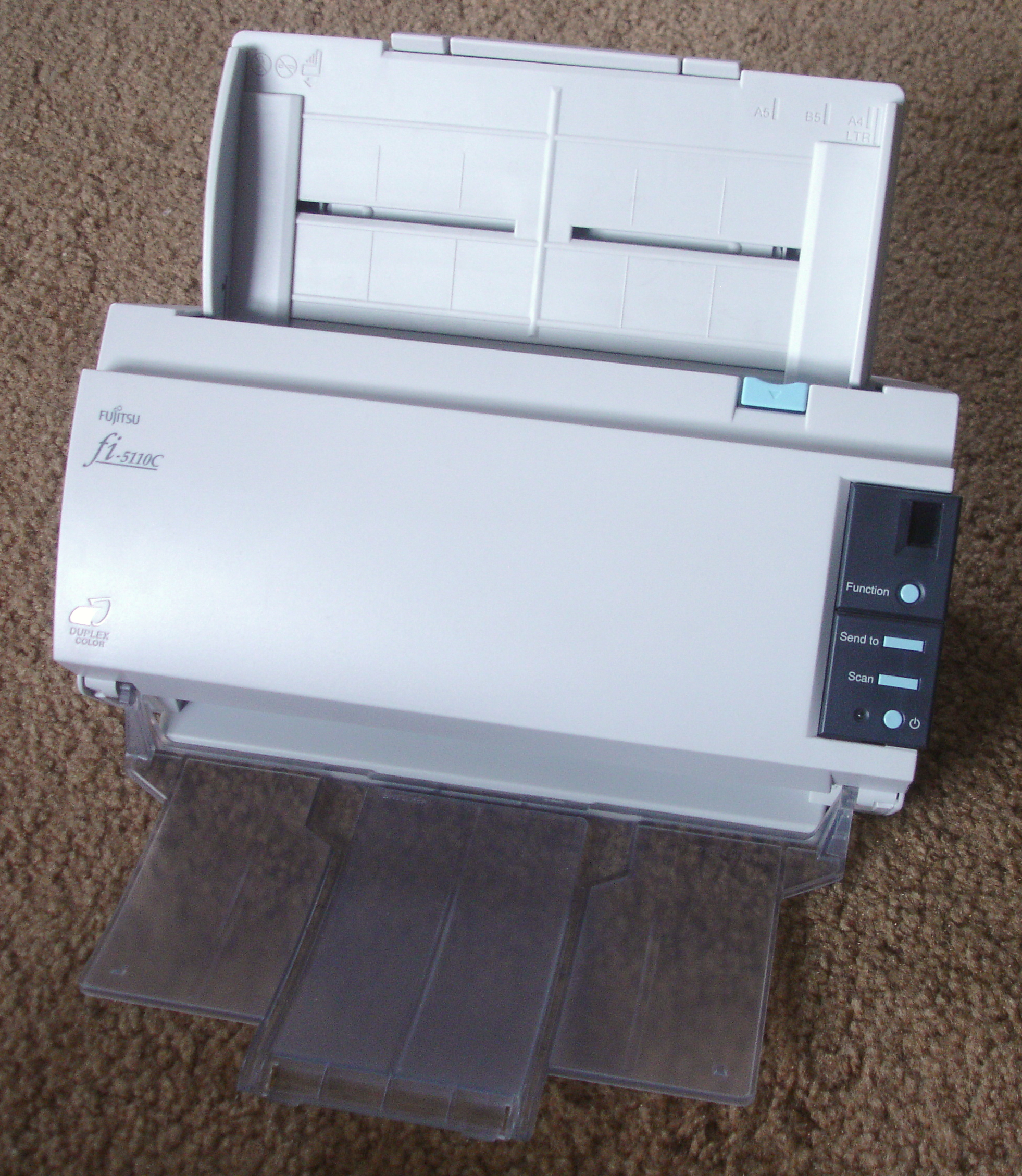
滾筒掃描機

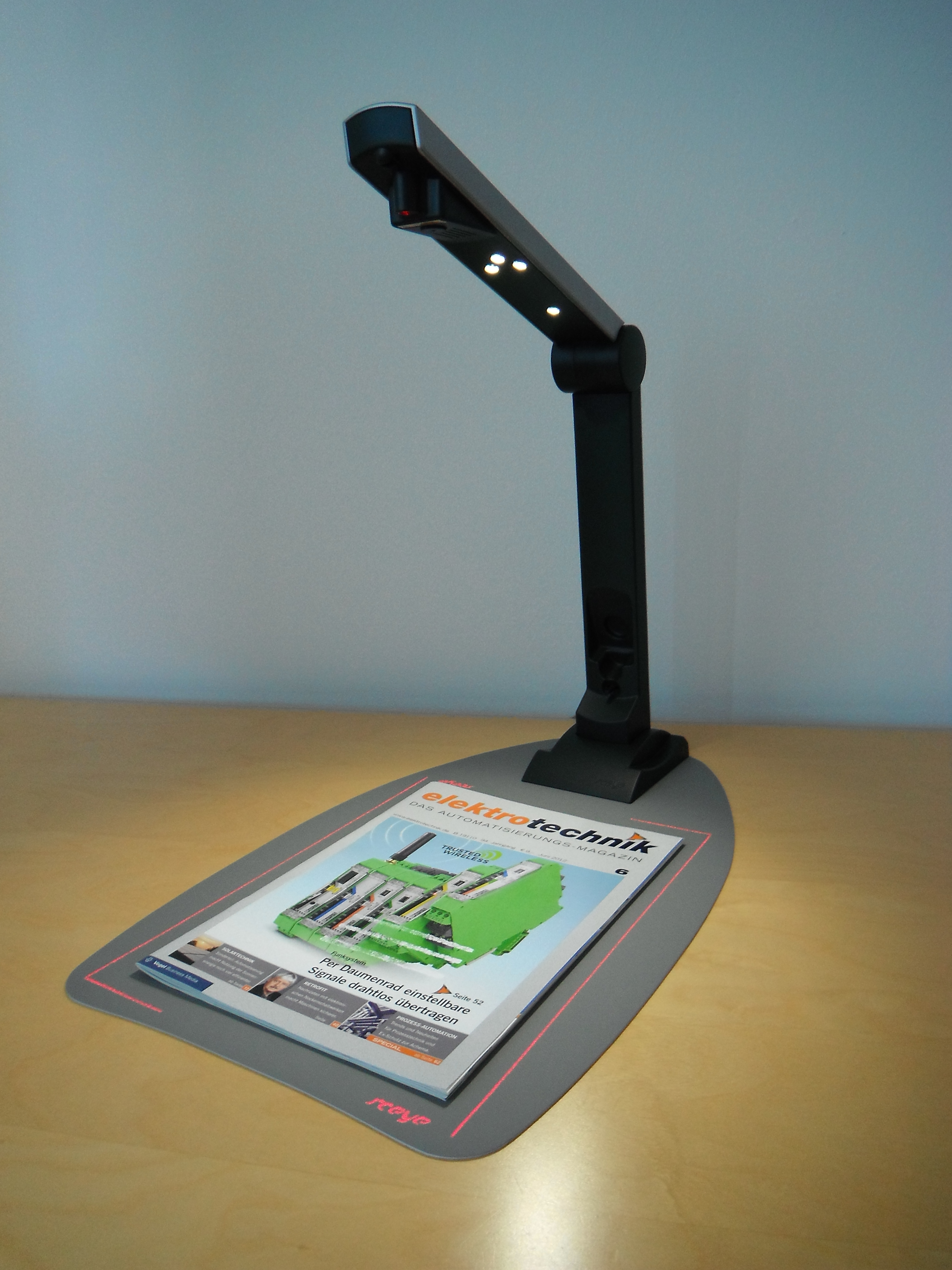
照相式掃描器

影像掃描機，常簡稱掃描機，是一個能夠把相片、印刷文件或手寫文件等影像，或裝飾品等小物件掃描、分析並化成數位影像的器材。
現在大部份影像掃描機都是桌面掃描機的變種。以手動作掃描的手提掃描器曾一度流行，但由於很難獲得理想影像質素，現已被淘汰。這些掃描器都使用電荷耦合器（Charge-coupled device，CCD）作為影像感應器，而鼓式掃描器則採用光電倍增管（Photomultiplier Tube）作為影像感應器。影像掃描機在我們日常生活中十分重要，隨處都有它的存在。
其他種類的掃描器包括planetary掃描器，可為書籍及文件拍攝影像，及激光距離掃描器（Laser Range scanner），可製作立體三維空間物件的模型。
現今普遍使用的多功能事務機（MFP）即整合了影像掃描器、印表機、影印機及傳真機。

## 桌面掃描機
桌面掃描機通常裝設有一塊玻璃面，在玻璃下面設有光源，通常是氙或冷光光管照耀著玻璃面，另外有一個可單方向移動的CCD 感光單元。彩色掃描器通常有3排CCD 感光元件，分別有紅，綠及藍色濾鏡。使用者把需要掃描的影像朝下放在玻璃上，光管會亮著，感光單元及光源則會一起由馬達移動，把整個需要掃描面積掃描一次。因為光源的照射，影像便會被CCD 感光元件感應到。透明物料的原稿，例如菲林底片則不能採用此方法掃描，需要另加特別的附件從上面照亮物件才可被掃描。
一些型號的掃描機設有自動文件掃描功能(automatic document feed, ADF)，讓使用者可以把一疊文件放進紙匣，每頁紙將被自動吸進掃描器內並進行掃描。在掃描時CCD 感光元件不會被移動，而源文件則會由捲筒以固定的速度在掃描器內移動，在文件出口另設有紙匣收集已掃描的文件。

## 掃描器質素

電腦配件圖中1是掃描器安裝位置

掃描器通常可透過感光CCD 閱讀紅綠藍3原色(RGB) 資料，以一些專利演算法對不同曝光情況進行處理，並透過掃描器的輸入/輸出界面把影像數據傳送到電腦，傳輸界面包括SCSI、USB或較早期的並列埠。色深將由CCD的特性決定，通常最少為24 bit。高級型號則有48 bit甚至更高。
另一個影響影像質素的指標就是影像的解像度，以每吋的點數(dpi)量度，或可以更準確地以samples per inch (spi)量度。掃描器廠商通常喜歡以插值解像度，而非真實的光學解像度宣傳其產品，但插值解像度會因為軟件插值法而大大提高，造成夸大解像度的假象。在2004年，一部家用級數的影像掃描器可達到1600–3200 dpi的光學解像度，高檔桌面掃描器最高可以5400 dpi掃描，鼓式掃描器則更可達到8000–14,000 dpi的光學解像度。掃描器生產商通常聲稱插值解像度可達到19,200 dpi，但這些數字並無實質意義，而理論上可能的插值像素是無限大。

## 輸出資料
掃描機在掃描後最終得到的是未經壓縮的RGB三色影像數據，通常會傳送至電腦的記憶體。影像可以使用位图編輯程式，例如Adobe Photoshop或GIMP等進行處理及編輯，並儲存在硬碟等儲存設備。

## 與電腦連接
掃描機製造出來的影像數據資料可以十分大：一張600dpi，9吋x11吋，稍大於A4紙面積的未經壓縮24bit彩色影像，將相等於100 MByte的未壓縮數據。較新型號的掃描機可在幾秒內創造出這麼大量的數據，因此快速的連接方式十分重要。
早期掃描器使用并口連接電腦，速度緩慢，最高傳送速度只有每秒70 KB。專業型號採用SCSI-II界面，優點是傳送速度快，達每秒數MB，但缺點是價格高昂，亦需要在電腦內加裝一張SCSI擴充卡，對一般用家構成不便。
IEEE1394（火線，Firewire）已開始取代SCSI作為專業製作級，大量文件掃描器的傳送標準。
近年較經濟的掃描機型號大部份採用USB作為連接界面，在初期的USB 1.1，傳送速率有每秒1.5 MB，較新配備USB 2.0 的型號，傳送速率可達每秒60 MB，消除了傳輸的樽頸。
市場上兩種主要的掃描機傳送界面包括：
- TWAIN主要用於低價位或家用器材。
- ISIS由Pixel Translations創立，仍然使用SCSI-II以提供高速度，被大型专业機器使用。

## 紅外線清理
紅外線清理(Infrared cleaning)是一種為菲林底片清除塵埃及花痕的技術。大部分新型號的掃描器已設有此功能。紅外線清理會以紅外線光束掃描菲林，可以掃描出阻隔紅外線通過的塵埃及花痕，並以其位置、大小、形狀等資料自動去除塵埃及花痕。
掃描機生產商通常會各以自己的命名形容此技術。例如Epson、尼康、Microtek等廠商便使用柯達開發的Digital ICE技術，而佳能就使用自己開發的FARE (Film Automatic Retouching and Enhancement)系統。

## 外部連結
- ScanTips.com （页面存档备份，存于）
- Digital Imaging Guy - 影響掃描質素的因素
- 鼓式掃描器是否仍然安好? Digital Output
- 相片掃描器技術解釋 （页面存档备份，存于） by Ken Rockwell
- 關於鼓式掃描器
- Microtek （页面存档备份，存于）
- twain.org （页面存档备份，存于）
- sane project （页面存档备份，存于）
- Digital ICE技術
- FARE技術